# Майсен
Майсен (на немски: Meißen; на горнолужишки: Mišno; на долнолужишки: Mišnjo; на чешки: Míšeň; на полски: Miśnia) е град в Германия, административен център окръг Майсен, провинция Саксония. Към 31 декември 2011 година населението на града е 27 555 души. Той е разположен на северозапад от Дрезден, по брега на река Елба. Градът е световноизвестен с производството на майсенския порцелан.

## История
Майсен често е наричан люлката на Саксония. Градът се развива от по-ранното славянско селище с името Мисни (Misni). През 929 немският крал Хайнрих I Птицелов изгражда замък, който нарича Мисния, около който се разраства Майсен (права на град получава чак през 1332 г.).
Още от началото на 10 век на брега на Елба под замъка Мисния възниква тържище на стоки, а през 11 век на това място вече има поселение на немски и еврейски търговци. Благодарение на положението си между Лайпциг и Прага Майсен процъфтява.
С основаването на епископия Майсен през 968 г., градът става административен център на едноименно маркграфство.
За кратко през 11 век Майсен става част от полското кралство при управлението на Болеслав Първи Храбрия, връща се отново в немски ръце със завладяването му от Конрад Втори през 1032 г.

### ХV век
След 1400 г. с развитието си се издига до център на цяла Саксония. От този период са и най-големите забележителности в града днес:
- готическата Майсенска катедрала е посветена на Йоан Богослов и св. епископ Донат. Строителство то на катедралата е започнато около 1250 година, на мястото на по-ранна романска базилика и завършено през 1400 година, а неговите кули са построени едва през 1909 година.

Според Гьоте, тази катедрала е най-доброто което ни е оставила готиката. Хоровете на катедралата са украсени от скулптури на патроните на катедралата Йоан и Донат, а така и на основателите – император Отон I и неговата съпруга Аделхайд Бургундска. Предполага се, че тези статуи са създадени от скулптори от школата на майстора от Наумбург, оставил в катедралата на този град великолепни по психологическа дълбочина изображения на маркграфа и неговата съпруга Ута от Баленщет.
- първият в Германия дворец – замъкът Албрехтсбург, който се намира на високия ляв бряг на Елба създава неповторим силует на Майсен.

### Ново време
След Реформацията през 1539 г. няколко от намиращите се тук манастири са разпуснати, а бившата францисканска църква е превърната в училище. От 1543 в предишен манастир се основава саксонска книжовна школа. През 1543 епископството е закрито.
Дълго време икономиката на Майсен се поддържа от производството на платно, но след Тридесетгодишната война навлиза в упадък и губи значението си за местните жители. Но от 1710 с откриването на манифактура за производство на порцелан от Август Силни, икономиката получава нов тласък и развитието продължава. През 1835 в Майсен се изгражда железница, развива се и морския транспорт. Градът се превръща в център на керамичното производство на Саксония.
Майсен преживява двете световни войни без почти никакви разрушения в старата част на града. След края на Втората световна война градът е включен в комунистическа Източна Германия.
След обединението на Германия през 1990 година, Майсен отново се развива и привлича все повече туристи.
През 2002 година градът е засегнат от тежко наводнение.

## Порцелан
Майсен е известен с производството на фин порцелан заради богатите запаси на каолин и специален вид глина. Порцеланът, произведен в Майсен, е първият в света висококачествен порцелан, направен извън Китай.
Първият европейски порцелан е произведен в Майсен през 1710 с отварянето на Кралската фабрика за порцелан. Днес тази фабрика все още съществува и може да бъде видяна.

## Известни граждани
- Йохан Клай (1616 – 1656), поет
- Йохан Елиъс Шлегел (1719 – 1749), критик и поет
- Йохан Адолф Шлегел (1721 – 1793), поет и свещеник
- Самуел Ханеман (1755 – 1843), лекар, създател на хомеопатията
- Гернот Ерлер (роден 1944), държавен министър (2005 – 2009) в Министерството на външните работи на Германия и член на Бундестага (СДПГ), доктор хонорис кауза на Университета за национално и световно стопанство
- Ралф Шуман (роден 1962), олимпийски шампион стрелба

## Побратимени градове
- Витри на Сена във Франция от 1973.
- Литомержице, Чехия.